# Endasys flavissimus
Endasys flavissimus är en stekelart som beskrevs av Luhman 1990. Endasys flavissimus ingår i släktet Endasys och familjen brokparasitsteklar. Inga underarter finns listade i Catalogue of Life.